# Febre paratifoide
Febre paratifoide é uma infeção bacteriana causada por um de três serotipos de Salmonella enterica. Os sintomas geralmente começam-se a manifestar 6 a 30 dias após exposição à bactéria e são semelhantes aos da febre tifoide. Em muitos casos verifica-se um aumento gradual de febre ao longo de vários dias. São também comuns a falta de apetite, fraqueza e dores de cabeça. Algumas pessoas desenvolvem erupções cutâneas com pontos de tonalidade rosa. Sem tratamento, os sintomas podem durar de semanas a meses. Algumas pessoas são portadoras da bactéria sem manifestar sintomas, embora possam na mesma transmitir a doença a outras pessoas. A gravidade das febres tifoide e paratifoide é semelhante. Ambas são febres entéricas.
A febre paratifoide é causada pela bactéria Salmonella enterica dos serotipos Paratyphi A, Paratyphi B ou Paratyphi C, que se desenvolvem nos intestinos e no sangue. As bactérias são geralmente transmitidas pela ingestão de alimentos ou água contaminados com fezes de uma pessoa infetada. Em muitos casos a transmissão ocorre quando a pessoa que prepara os alimentos está infetada. Entre os fatores de risco estão más condições de saneamento e higiene e viver em locais com excesso de população. Em alguns casos, a doença é transmitida por via sexual. Os seres humanos são os únicos animais infetados. O dinóstico pode ser suspeito com base nos sintomas e confirmado quer por cultura da bactéria, quer por deteção do ADN no sangue, fezes ou medula óssea. A cultura da bactéria pode ser difícil de realizar. O método mais preciso é o exame da medula óssea. Os sintomas são semelhantes aos de muitas outras doenças infetocontagiosas. O tifo é uma doença sem qualquer relação com as febres tifoides.
Embora não exista uma vacina específica para a febre paratifoide, a vacina contra a febre tifoide oferece alguma proteção. Entre as medidas de prevenção estão beber apenas água potável, melhorar as condições de higiene e saneamento e lavar frequentemente as mãos. O tratamento da doença consiste na administração de antibióticos como a azitromicina. A resistência a uma série de antibióticos outrora eficazes é comum.
Todos os anos ocorrem cerca de seis milhões de casos de febre paratifoide. A doença é mais comum em algumas regiões da Ásia, sendo rara em países desenvolvidos. A maior parte dos casos é causada pelo serotipo Paratyphi A. Em 2015, a doença foi responsável por 29 200 mortes, uma diminuição em relação às 63 000 mortes em 1990. Sem tratamento, o risco de morte é de 10% a 15%, enquanto com tratamento é inferior a 1%.